# Adam (film 2019 Ernst)
Adam è un film del 2019 diretto da Rhys Ernst al suo debutto alla regia e basato sul romanzo di Ariel Schrag.
È stato presentato in anteprima mondiale al Sundance Film Festival il 25 gennaio 2019. È stato distribuito il 14 agosto 2019 dalla Wolfe Releasing.

## Trama
Adam, un timido adolescente, trascorre la sua ultima estate al liceo con la sua sorella maggiore, la quale si lancia nella scena lesbica di New York come attivista. Durante l'estate, Adam e coloro che lo circondano avranno modo di scoprire l'amore, l'amicizia e le dure verità della vita.

## Produzione
Nel novembre 2016, è stato annunciato che Desiree Akhavan avrebbe diretto il film, da una sceneggiatura di Ariel Schrag, basata sul suo romanzo. James Schamus e Howard Gertler avrebbero prodotto il film, mentre Joe Pirro sarebbe stato produttore esecutivo sotto la bandiera della Symbolic Exchange. Tuttavia, Akhavan ha dovuto abbandonare il film a causa di conflitti di programmazione, con Rhys Ernst a dirigere il film.

## Distribuzione
È stato presentato in anteprima mondiale al Sundance Film Festival il 25 gennaio 2019. Poco dopo, la Wolfe Releasing ha acquisito i diritti di distribuzione del film. È stato presentato il 14 agosto 2019.

## Critica
Adam detiene una valutazione 2,1/10 su IMDb basata su 834 recensioni ed una valutazione di approvazione del 73% sul sito web aggregatore di recensioni Rotten Tomatoes, basato su 22 recensioni, con una media ponderata di 6,9/10. Su Metacritic, il film ha un punteggio di 64 su 100, basato su 10 critici, indicando "recensioni generalmente favorevoli".

### Controversie
Poiché l'inganno di genere è un elemento importante della trama del film (e del romanzo su cui si basa), il film è stato oggetto di controversie. Ernst, il regista, una persona transessuale, ha riconosciuto le critiche del materiale di partenza, ma afferma che "una condizione primaria per il mio lavoro sul progetto era che lo avrei detto da una prospettiva trans" e che "le modifiche affrontano molte delle preoccupazioni che sono state sollevate riguardo al romanzo", oltre a dichiarare "le cose di cui la gente ha paura, che non ha visto il film, nessuna di quelle cose è nel film." Ha anche affermato: "Ci sono stati molti cambiamenti tra il libro e la sceneggiatura, quindi non mi sono soffermato molto sul libro. Sto vedendo il mio ruolo e la mia visione in questo per creare un lavoro completamente nuovo che sia saltare fuori dalla sceneggiatura ma non dal libro."
Ernst ha anche risposto alle chiamate online per boicottare il film, dicendo: "L'idea di boicottare o condannare i progetti prima che vengano pubblicati non è progressiva o vantaggiosa. Mi ricorda Gamergate, i tentativi di chiudere un film femminile di Ghostbusters. ... Non penso di credere nei boicottaggi di prodotti culturali, di arte. Ci sono altri modi per impegnarsi. Penso che, bruciando un libro, anche il libro più vile a cui riesco a pensare - lo trovo troppo vicino al fascismo. Mi dispiace. Non ci credo."
Tuttavia, secondo il rapporto di un attore non protagonista del film, gli attori sono stati ingannati e sottoposti a degradazioni durante le riprese. L'attore ha condiviso la sua storia su come gli attori trans fossero deliberatamente incerti, quanto fosse scarso il loro pagamento e come non fossero stati informati che stavano lavorando al film "Adam", mentre gli veniva detto che il titolo del film era "Camp trans". L'attore ha riportato casi in cui gli uomini trans erano considerati lesbiche da macello dalle persone in costume, e il ristoratore ha confrontato il suo gatto sterilizzato con le persone trans sul set.

## Riconoscimenti
- 2019 - Sundance Film Festival[18]
  - Nomination NEXT Innovator Award
- 2019 - L.A. Outfest[18]
  - Grand Jury Award for Outstanding Directing in a U.S. Feature a Rhys Ernst
  - Grand Jury Award - Honorable Mention for Directing a Rhys Ernst
- 2019 - Philadelphia Film Festival[18]
  - Nomination Archie Award for Best First Feature a Rhys Ernst
- 2019 - São Paulo International Film Festival[18]
  - Nomination New Directors Competition for Best Film a Rhys Ernst
- 2019 - Thessaloniki Film Festival[18]
  - Nomination Mermaid Award a Rhys Ernst